# Therrya pini
Therrya pini (Alb. & Schwein.) Höhn. – gatunek grzybów z rodziny łuszczeńcowatych (Rhytismataceae).

## Systematyka i nazewnictwo
Pozycja w klasyfikacji według Index Fungorum: Lophodermium, Rhytismataceae, Rhytismatales, Leotiomycetidae, Leotiomycetes, Pezizomycotina, Ascomycota, Fungi.
Po raz pierwszy opisali go w 1805 r. Johannes Baptista von Albertini i Lewis David von Schweinitz, nadając mu nazwę Xyloma pini. Obecną nazwę nadał mu Franz Xaver Rudolf von Höhnel w 1826 r. Niektóre inne synonimy:
- Coccomyces pini (Alb. & Schwein.) P. Karst. 1871
- Coccophacidium pini (Alb. & Schwein.) Rehm 1888
- Durandiella helvetica Gremmen 1955[2].

## Morfologia i rozwój
Tworzy kolonie złożone z występujących pojedynczo, rozproszonych lub tworzących skupiska owocników. Owocniki w widoku z góry są okrągłe, eliptyczne lub nieregularne, początkowo zamknięte i całkowicie pokryte cienką warstwą naskórka gałązek, który stopniowo się złuszcza, odsłaniając błyszczącą czarną warstwę grzybni stopniowo podnoszącej powierzchnię gałązki. Później owocnik otwiera się 3–6 promienistymi pęknięciami w warstwie wierzchniej, które następnie w wilgotnych warunkach zaginają się, odsłaniając tarczkę owocnika o barwie od ciemnobrązowej do prawie czarnej i czarny kontur w kształcie gwiazdy o średnicy 0,8–1,5 mm. Ściana owocników o grubości 30–60 µm, zbudowana jest z mniej lub bardziej kulistych komórek o średnicy 5–7 µm. z pigmentowanymi ścianami tworzącymi teksturę globulosa lub angularis. Dolna część ściany o grubości 15–40 μm, zbudowana jest z podobnych komórek. Subhymenium tworzy cienką, ledwie odróżniającą się warstwę. Worki dojrzewające sekwencyjnie, maczugowate, z płaskim wierzchołkiem, 90–135 × 12–16,5 μm, równomiernie cienkościenne, z widoczną tylko jedną warstwą ścianki, nie niebieszczejące pod wpływem jodu, otwierające się dużym otworem wierzchołkowym, 8 zarodnikowe. Askospory, zwykle ułożone spiralnie, ale czasami leżące równolegle do długiej osi worka, bezbarwne, cienkościenne, gładkie, prawie nitkowate, ale szersze i zwężające się ostro na górnym końcu i stopniowo zwężające się na dolnym końcu, zakrzywione, kręte, początkowo bezprzegrodowe, w miarę dojrzewania przechodzące w 3- przegrodowe, czasem 7-przegrodowe, lekko zwężone przy przegrodach, 50–80 × 2,5–4,5 μm, niepokryte błoną śluzową. Parafizy bezbarwne, bezprzegrodowe lub z przegrodami, cienkościenne, gładkie, nitkowate, ale nabrzmiałe na wierzchołku, nieco dłuższe niż worki, otoczone błoną śluzową, często poczerniałą na wierzchołku, tworzącą galaretowaty nabłonek nad workiem.
Rozprzestrzenia się przez askospory unoszące się w powietrzu w wilgotnych warunkach. W północno-zachodniej Europie otwarte owocniki zawierające askospory zaobserwowano w sierpniu.

## Występowanie
Znane jest występowanie Therrya pini w Ameryce Północnej, Europie, Azji i na Borneo. W Polsce M.A. Chmiel w 2006 r. przytoczyła 7 stanowisk, w późniejszych latach podano następne.
Grzyb nadrzewny, saprotrof, występujący na gałązkach sosny. Występuje na opadłych gałęziach, ale czasami także na martwych, jeszcze znajdujących się na drzewie gałęziach i gałązkach, które zwykle nie mają liści, są łamliwe i mają charakterystyczny jaśniejszy, czerwonawobrązowy kolor. Na opanowanych przez niego gałązkach zwykle nie rosną porosty ani inne grzyby i na ogół nie zostały jeszcze zaatakowane przez owady niszczące drewno.